# Zenkevitchiola brevirostris
Zenkevitchiola brevirostris is een lepelworm uit de familie Bonelliidae.
De wetenschappelijke naam van de soort werd in 1978 gepubliceerd door Galina Vansetti Murina.